# Racquetball na World Games 2009
Racquetball na World Games 2009, odbył się w dniach 21 - 23 lipca w Zhongzheng Stadium.

## Uczestnicy
| - Boliwia - Kanada - Chile - Kostaryka | - Dominikana - Ekwador - Hiszpania - Japonia | - Korea Południowa - Meksyk - Stany Zjednoczone - Wenezuela |

## Medale
| Konkurencja             | Złoto          | Srebro         | Brąz           |
| Gra pojedyncza mężczyzn | Jack Huczek    | Rocky Carson   | Vincent Gagnon |
| Gra pojedyncza kobiet   | Paola Longoria | Rhonda Rajsich | Angela Grisar  |